# 阿韋爾斯山
76°29′S 145°21′W / 76.483°S 145.350°W
阿韋爾斯山（英語：Mount Avers）是南極洲的山峰，位於瑪麗伯德地，屬於福特山脈的一部分，處於費蘭托山以北3公里，在1929年12月由美國探險隊發現，以美國數學家命名。